# Catoferia
Catoferia es un género con 4 especies de plantas con flores perteneciente a la familia Lamiaceae. Se distribuye desde México hasta Colombia. Comprende 4 especies descritas y aceptadas.

## Taxonomía
El género fue descrito por  (Benth.) Benth. y publicado en Genera Plantarum 2: 1163, 1173–1174. 1876. La especie tipo es: Catoferia capitata (Benth.) Hemsl., 1882.

## Especies aceptadas
A continuación se brinda un listado de las especies del género Catoferia aceptadas hasta septiembre de 2014, ordenadas alfabéticamente. Para cada una se indica el nombre binomial seguido del autor, abreviado según las convenciones y usos.	
- Catoferia capitata (Benth.) Hemsl., 1882.
- Catoferia chiapensis A.Gray ex Benth. , 1877.
- Catoferia martinezii Ramamoorthy, 1986.
- Catoferia spicata (Benth.) Benth., 1877.